# Adio, domnule Haffmann
Adio, domnule Haffmann (în franceză Adieu Monsieur Haffmann) este o piesă de teatru franceză de Jean-Philippe Daguerre. În 2018 a primit patru premii Molière.
Povestea are loc în 1942, în Parisul ocupat de Germania nazistă și prezintă înțelegerea neobișnuită dintre un evreu și un catolic francez, un contract moral care le va schimba destinele.
Piesa de teatru a fost ecranizată în 2021 de regizorul Fred Cavayé.

## Personaje
- Pierre Vigneau
- Isabelle Vigneau
- Otto Abetz
- Joseph Haffmann
- Suzanne Abetz

## Distribuția filmului din 2021
- Daniel Auteuil : Joseph Haffmann
- Sara Giraudeau : Blanche
- Gilles Lellouche : François Mercier
- Nikolai Kinski : commandant Jünger
- Mathilde Bisson : Suzanne
- Anne Coesens : Hannah
- Tiago Coelho : Maurice Haffmann
- Néma Mercier : Dora Haffmann
- Alessandro Lanciano : André Haffmann
- Frans Boyer